# Cedric Ihalauw
Cedric Ihalauw (Geleen, 11 december 1971) is een Nederlands voormalig voetballer van Molukse afkomst. Hij speelde als middenvelder voor Roda JC en VVV.
| Seizoen | Club    | Land      | Competitie     | Duels | Goals |
| ------- | ------- | --------- | -------------- | ----- | ----- |
| 1992/93 | Roda JC | Nederland | Eredivisie     | 17    | 0     |
| 1993/94 | Roda JC | Nederland | Eredivisie     | 12    | 0     |
| 1994/95 | Roda JC | Nederland | Eredivisie     | 0     | 0     |
| 1994/95 | → VVV   | Nederland | Eerste divisie | 12    | 0     |
| 1995/96 | Roda JC | Nederland | Eredivisie     | 0     | 0     |
| Totaal  | Totaal  | Totaal    | Totaal         | 41    | 0     |